# (14632) Flensburg
(14632) Flensburg est un astéroïde de la ceinture principale.

## Description
(14632) Flensburg est un astéroïde de la ceinture principale. Il fut découvert le 11 novembre 1998 à Bornheim par Norbert Ehring. Il présente une orbite caractérisée par un demi-grand axe de 2,66 UA, une excentricité de 0,22 et une inclinaison de 1,5° par rapport à l'écliptique.

## Compléments